# Gasparo Scaruffi
Gasparo Scaruffi, né à Reggio d'Émilie le 17 mai 1519 et mort dans cette même ville le 20 septembre 1584 est un économiste italien, écrivain d'économie politique en Italie.

## Biographie
Gasparo Scaruffi naquit à Reggio le 17 mai 1519, d'une famille noble et riche. Il était encore très-jeune lorsqu'il fut chargé de diriger l'hôtel des monnaies qui existait dans sa ville natale, et il remplit cet emploi avec beaucoup de talent. Les connaissances qu'il y acquit le firent envoyer, en 1573, auprès du duc de Ferrare Alphonse Ier, afin de prendre des mesures propres à arrêter les désordres monétaires qui devenaient de jour en jour plus alligeants, et qui avaient leur source dans les guerres de Charles Quint,.
Plusieurs années après cette députation Scaruffi publia le mémoire qu'il avait rédigé pour le duc, et qu'il intitula l'Alitinonfo per far ragione e concordanza d'oro e d'argento che servirà in universale per procedere agli infiniti abusi del tosare e guastare monete, etc., Reggio, Hercoliano Bartoli, 1582, in-8°. Dans cet ouvrage, qui est devenu très-rare et qui est dédié au comte Alfonso Tassoni, juge au tribunal des sages et conseiller intime du duc de Ferrare, l'auteur propose de soumettre tous les objets d'or et d'argent à la garantie. Il y proposait aussi un seul système monétaire pour tout l'univers et indiquait les moyens d'arriver à ce résultat,.
Scaruffi était très-riche. Il acheta, au prix de douze cents écus d'or, deux statues colossales représentant Héraclès et Lépide, de Prospero Sogari (it), connu sous son surnom de il Clemente. Ce sculpteur était fort lié avec lui et avait écrit sur son livre un commentaire qui a pour titre : Breve istrusione sopra il discorso fatto dal magn. M. G. Scarufi per regolare le cose delli denari, et qui fut joint à l'Alitinonfo. Scaruffi mourut à Reggio le 20 septembre 1584,.